# Liste der Naturdenkmale in Sulzbach/Saar
Die Liste der Naturdenkmale in Sulzbach/Saar nennt die auf dem Gebiet der Stadt Sulzbach/Saar im Regionalverband Saarbrücken im Saarland gelegenen Naturdenkmale.

## Naturdenkmale
| Bild            | Bezeichnung                        | Ort                                           | Beschreibung | Art | Nr.                                |
| --------------- | ---------------------------------- | --------------------------------------------- | --- | --- | ---------------------------------- |
| BW              | Traubeneiche Waldweg Neuweiler     | Sulzbach/Saar 49° 17′ 38″ N, 7° 4′ 11,6″ O)   | ca. 700 m nördlich Forsthaus Sulzbach, Einmündung des Weges vom oberen Bruchwiesenlager, Höhenpunkt 306.0                                                                         |     | ND-204-RVS-SUL (ex: D 5.06.003 ND) |
| BW              | Traubeneiche Sulzbach              | Sulzbach/Saar 49° 17′ 37,7″ N, 7° 4′ 27,1″ O) | ca. 860 m nördlich Forsthaus Sulzbach, ca. 380 m nördlich des Autobahnzubringers, Kilometerstein 5.0                                                                              |     | ND-205-RVS-SUL (ex: D 5.06.004 ND) |
| BW              | 1 Eiche                            | Sulzbach/Saar 49° 17′ 25,1″ N, 7° 3′ 33,8″ O) | ca. 860 m nördlich Forsthaus Sulzbach bzw. 160 m westlich Fischerhütte Sulzbach, früherer Bergmannspfad am Steinbruch, Abt. 26 in Fichtenwäldchen, Nähe Weiheranlage              |     | ND-206-RVS-SUL (ex: D 5.06.005 ND) |
| BW              | 1 Eiche                            | Sulzbach/Saar 49° 17′ 21,1″ N, 7° 4′ 40,8″ O) | 1 km nordöstlich Forsthaus, Distrikt 20 b, Bruchwiesenthal, am Autobahnzubringer Sulzbach-Sengscheid                                                                              |     | ND-207-RVS-SUL (ex: D 5.06.006 ND) |
| Fotos hochladen | Steinblöcke                        | Sulzbach/Saar 49° 16′ 34″ N, 7° 4′ 9,1″ O)    | südlich von Neuweiler und Kreuzung Autobahnzubringer – Landstraße IGB-Dudweiler, Abt. 7 a, Rückersloch, bei den Steinblöcken handelt es sich um die Überreste von Westwallbunkern |     | ND-208-RVS-SUL (ex: D 5.06.008 ND) |
| Fotos hochladen | Baumallee Morbachanlage (13 Bäume) | Sulzbach/Saar 49° 18′ 36,7″ N, 7° 4′ 56,3″ O) | Südrand der Morbachanlage im Altenwald |     | ND-209-RVS-SUL (ex: D 5.06.017 ND) |